# معاهدة فورت لارامي

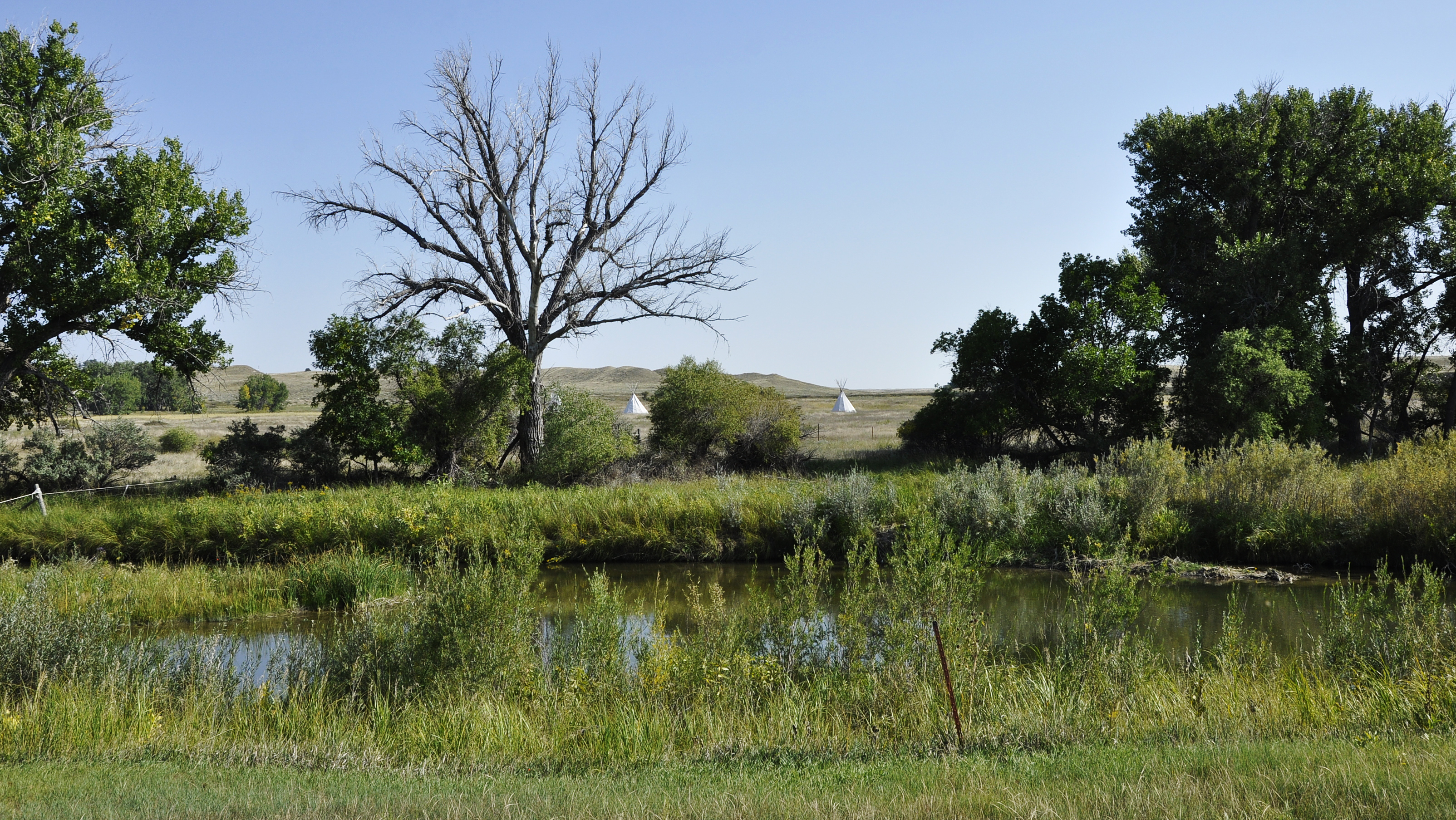

معاهدة فورت لارامي وقعت في 17 سبتمبر من العام  1851، بين مفوضي معاهدة الولايات المتحدة وممثلين عن شايان، سيوكس، أراباهو، كرو، أسينيبوين، ماندان، هيداتسا، وأريكارا. المعاهدة هي اتفاقية بين تسعة أطراف مستقلة أو أكثر. تنص المعاهدة على المطالبات الإقليمية التقليدية للقبائل فيما بينها. اعترفت الولايات المتحدة بأن جميع الأراضي التي تغطيها المعاهدة هي الأراضي الهندية. سيتم استخدام الحدود المتفق عليها في معاهدة (فورت لارامي) لعام 1851 لتسوية عدد من دعاوى المطالبات في القرن العشرين. وقد ضمن الأمريكيون الأصليون ممرًا آمنًا للمستوطنين على مسار أوريغون، وسمحوا ببناء الطرق والحصون في أراضيهم مقابل وعود بمقابل سنوي قدره خمسين ألف دولار لمدة خمسين عامًا. يجب على المعاهدة أيضاً أن «تصنع سلاماً فعالاً ودائماً» بين القبائل الهندية  الثمانية، التي كثيرا ما تتعارض مصالحهم مع بعضهم البعض.

## خلفية
على الرغم من أن العديد من المهاجرين الأوروبيين والأوروبيين الأمريكيين إلى غرب أمريكا الشمالية قد مروا من قبل في السهول الكبرى في أوريغون وسانتا في تريلز، فإن اندفاع الذهب في كاليفورنيا الذي بدأ عام 1848 زاد بشكل كبير من حركة المرور. في السنة التالية، أوصى كل من توماس فيتزباتريك  وديفيد ميتشل (المشرف على سانت لويس) مجلسًا مع الهنود لمنع نشوب نزاع. أجرت حكومة الولايات المتحدة مفاوضات مع قبائل الهنود الأمريكية الأصلية التي تعيش بين نهري أركنساس وميسوري لضمان حماية الطرق وقد خصص الكونغرس مائة ألف دولار للجمعية، التي أيدها لوك ليا (مفوض الشؤون الهندية).
قد تم التفاوض على المعاهدة ووقعت على بعد 30 ميلاً من النهر عند مصب الخيول وذلك للان المئونة الموجودة في منطقة حصن لارمي لا تكفي للخيول الخاصة بالعنود. وقد أشار العديد من الهنود إلى المعاهدة باعتبارها معاهدة((horse creek. وقد شارك ممثلون من لاكوتا، شايان، أسينيبوين، جروس فينتري، ماندان، أريكارا، هيداتسو، شوشون، كرو، وأراباهو في مناقشات المعاهدة.
رفض كومانش وكيوا وكيوا أباتشي إرسال ممثلين إلى حصن لارامي لأن الحصن كان في إقليم سيوكس. اعتبر كومانش وكيوا وكيوا أباتشي أن سوو عدو.
صادق مجلس الشيوخ الأمريكي على المعاهدة، وأضاف المادة 5، لتعديل التعويض من خمسين إلى عشر سنوات، إذا قبلت القبائل بالتغييرات. تم قبول القبول من جميع القبائل، باستثناء كرو. العديد من القبائل لم تتلق أبدا السلع الموعودة كمدفوعات.